# Nyugat-ázsiai labdarúgó-szövetség
A Nyugat-ázsiai labdarúgó-szövetség (angolul: West Asian Football Federation, röviden: WAFF) 2001. május 15-én alakult. A regionális szövetségnek jelenleg 12 teljes jogú tagállama van. Az alapító tagok voltak: Irán, Irak, Jordánia, Libanon, Palesztina és Szíria. 2009-ben három országgal bővült a szövetség; Katar, Egyesült Arab Emírségek és Jemen. További négy nemzet; Bahrein, Kuvait, Omán és Szaúd-Arábia pedig 2010-ben csatlakozott.
Irán 2014. június 10-én kilépett a szövetségből és átjelentkezett az újonnan megalakult Közép-ázsiai labdarúgó-szövetségbe.
A szövetség szervezi a Nyugat-ázsiai labdarúgó-bajnokságot.
A WAFF célkitűzése a folyamatos átalakulás előtérbe helyezésével fejleszteni a Nyugat-ázsiai labdarúgást az egységesség és a szolidaritás megerősítésének jegyében, és a labdarúgáson keresztül közreműködni a béke megteremtésében.

## Tagállamok
- Bahrein
- Egyesült Arab Emírségek
- Irak
- Jemen
- Jordánia
- Katar
- Kuvait
- Libanon
- Omán
- Palesztina
- Szaúd-Arábia
- Szíria

## Labdarúgó-események
- Nyugat-ázsiai labdarúgó-bajnokság
- Női Nyugat-ázsiai labdarúgó-bajnokság

## Külső hivatkozások
WAFF hivatalos weboldala